# Tamro Baltics
Tamro Baltics ist ein baltischer Großhändler von Medikamenten und anderen pharmazeutischen Produkten, die Gesundheit und Wohlbefinden betreffen. Er gehört dem Konzern „Tamro Group“ (Teil der deutschen Phoenix Group). „Tamro Baltics“ hat 250 Apotheken in Estland, Lettland und Litauen. „Tamro Baltics“ beschäftigt über 1200 Mitarbeiter. 2013 erzielte das Unternehmen einen Umsatz von 250 Mio. Euro (früher 270 Mio. Euro).

## UAB Tamro
UAB „Tamro“ ist das größte „Tamro Baltics“-Tochterunternehmen. Es hat seinen Sitz in Litauen. UAB „Tamro“ verwaltet 40 Apotheken in Alytus (3),  Rajongemeinde Biržai (2), Kaunas (24), Rajongemeinde Kaunas (5), je 1 in Kėdainiai, Miroslavas, Biržai, Druskininkai, Veliuona, Kaišiadorys.  2012 erzielte das Unternehmen einen Umsatz von 299 Mio. Litas.
Tamro zählt seinen Beginn ab 2003, als die ersten „Šeimos vaistinė“-Apotheken errichtet wurden.
2004 kamen 46 Apotheken von AB „Farmacijos projektai“ zur Handelskette.
2005 kaufte man die Kette von UAB „Vognė“ (13 Apotheken im Bezirk Klaipėda); zur Kette kam noch UAB „Ramučių vaistinė“. 2008 kamen dazu die Ketten UAB „Herbarijų vaistinė“, UAB „Farma vaistinė“ und UAB „Vyšnių vaistinė“.
2012 wurde „Šeimos vaistinė“ zu „BENU vaistinė“.